# 张感熊
张感熊，直隶景州（今河北景县）人，是一名清朝政治人物。
张感熊曾于1782年接替常养蒙任崇明县知县一职，1788年由罗士韦接任。